# 303-я эскадрилья RAF
303-я эскадрилья RAF, также известная как 303-я варшавская истребительная эскадрилья имени Тадеуша Костюшко — одна из двух польских эскадрилий, сражавшихся во время битвы за Британию во время Второй мировой войны. Эскадрилья, летавшая на истребителях Hawker Hurricane, заняла первое место по сбитым самолетам противника среди всех истребительных эскадрилий, участвовавших в битве за Британию, несмотря на то, что она вступила в бой лишь через два месяца после начала битвы.
Была сформирована в июле 1940 года в Блэкпуле в рамках соглашения между польским правительством в изгнании и Соединенным Королевством. Расформирована в декабре 1946 года.

## Предыстория
После немецкой оккупации Чехословакии весной 1939 несколько чешских пилотов бежали в Польшу и влились в ее Воздушные силы. Однако долго им прослужить там не удалось — осенью того же года, несмотря на ожесточенное сопротивление поляков, после молниеносной немецко-советской оккупации Польши пришлось снова искать убежища за границей, уже вместе с польскими пилотами. Одним из самых типичных был путь через Румынию и дальше разными путями во Францию.
Именно таким путем десятки тысяч польских военнослужащих отправились во Францию, чтобы там продолжить борьбу против общего врага.  После ряда соглашений между французским правительством и польским правительством в изгнании на территории Франции были восстановлены Польские воздушные силы (PAF). Несмотря на поражение на родине, многие польские пилоты сохранили моральный дух для продолжения борьбы. В апреле 1940 года PAF во Франции состояли из трех истребительных авиакрыльев и одного разведывательного авиакрыла, каждое из двух эскадрилий. Однако боевой опыт и способности польских лётчиков не были по достоинству оценены французами. Польских пилотов редко привлекали к боевым действиям. Во время немецкого вторжения во Францию в мае-июне 1940 года в боях участвовали только 10 % от имеющегося количества польских лётчиков. Несмотря на эти трудности, польские пилоты отличились во время французской кампании с результатом 52 подтвержденных сбитых, 3 вероятных и 6 поврежденных вражеских самолетов.
После капитуляции Франции, польские пилоты перебрались в Англию и присоединились к военно-воздушным силам Великобритании (RAF), при этом формально оставались польскими военнослужащими, подчиняясь польскому Правительству в изгнании. Поскольку почти никто из польских летчиков не владел английским языком, что стало временным, но непреодолимым препятствием, и несмотря на желание отомстить немецким нацистам, оккупировавших Польшу, пилотам пришлось посещать курсы английского языка и осваивать основы радиосвязи в воздухе.
Первоочередной задачей стало изучение нового типа самолета. Полякам пришлось переучиваться практически всему, начиная с измерения расстояния в милях вместо километров и топлива в галлонах вместо литров. Еще одной проблемой для них был полет на самолетах с убираемым шасси.
Между тем, началась битва за Британию. К середине 1940 года Великобритания потеряла половину своих фронтовых летчиков, ресурсов RAF было явно недостаточно. И все же опытным польским лётчикам пока не разрешали участвовать в боях.
13 августа началось полномасштабное воздушное наступление Люфтваффе на Великобританию. Этот день получил немецкое название (нем. Adlertag — "День орла") и был первым днем  операции ( нем. Adlerangriff — «Атака орлов»). В течение нескольких месяцев Королевские ВВС и Люфтваффе вели интенсивные воздушные бои, поскольку немцы пытались уничтожить Королевские ВВС и обеспечить контроль над небом Англии перед запланированным сухопутным вторжением. — операцией «Морской лев» . Ситуация для Британии становилась все труднее.

## В составе RAF
Со 2 августа 1940 года эскадрилья базировалась в Нортхолте; 31 августа вступила в строй. Первоначально насчитывала 13 летчиков в офицерском звании и 8  — в сержантском, а также 135 человек наземного персонала. Вначале на командные должности были назначены офицеры Королевских ВВС: комэск — старший лейтенант Р. Г. Келлетт (Ronald Gustave Kellet), командиры звеньев — лейтенанты Дж. А. Кент (John A. Kent) и А. С. Форбс (Athol Forbes), поскольку польские пилоты не были знакомы с процедурами Королевских ВВС и не владели английским языком.

### Битва за Британию
Во время битвы за Британию 303-я эскадрилья была оснащена истребителями Hawker Hurricane. Укомплектованная опытными ветеранами, оснащенная истребителями, технически не уступающими большинству своих противников и умело поддерживаемая хорошо налаженной инфраструктурой командования, связи и логистики Королевских ВВС, эскадрилья стала эффективной боевой единицей. После периода обучения эскадрилья впервые была поднята в воздух 24 августа 1940 года, хотя при этом она не вступала в контакт с какими-либо самолетами противника. 30 августа года эскадрилья одержала свою первую победу, хотя официально еще не действовала, когда Людвик Пашкевич во время тренировочного полета сбил Мессершмитт Bf 110 из 4. / ZG 76 (первоначально ошибочно записанный как Dornier Do 17). По рекомендации командира эскадрильи Келлета на следующий день эскадрилья была объявлена строевой 11-й группой RAF.
Ближе к вечеру 31 августа 1940 года эскадрилья была поднята в воздух в свой первый боевой вылет. В воздушном бою над Кентом эскадрилья одержала четыре подтвержденные и две вероятные победы над Мессершмиттами Bf 109. Победы одержали комэск Келлет, офицеры-пилоты Хеннеберг и Ферич и сержант Карубин.
В течение 2 сентября 1940 года эскадрилья трижды поднималась в воздух. В последнем вылете Ферич сбил Bf 109, а затем совершил вынужденную посадку недалеко от Дувра, в то время как бывший пилот ВВС Чехословакии сержант Йозеф Франтишек сбил Bf 110. На следующий день над Дувром Франтишек одержал вторую победу; одержав в общей сложности 17 побед, он стал одним из самых результативных летчиков-истребителей союзников во время битвы за Британию. 5 сентября девять «Харрикейнов» 303-й эскадрильи атаковали немецкий бомбардировочный строй в сопровождении группы Bf 109, при этом поляки заявили о пяти сбитых Bf 109 и трех Junkers Ju 88; был сбит пилот-офицер Лапковский, выбросившийся с парашютом.
6 сентября 1940 года девять «Харрикейнов» были подняты по тревоге на перехват приближающися групп бомбардировщиков. Однако во время набора высоты их атаковали Bf 109 III. / JG 27 . Старший лейтенант Келлет и флайт-лейтенант Форбс совершили вынужденную посадку и были легко ранены, старший лейтенант Краснодембский получил серьезные ожоги, а три других «Харрикейна» были повреждены. Эскадрилья сбила пять Bf 109 (JG 27 и JG 52), Do 17 и Heinkel He 111 . Исполняющим обязанности командира эскадрильи был назначен Витольд Урбанович.
7 сентября 1940 года немецкие налеты переключились на лондонские доки. 303-я эскадрилья успешно отразила налет, сбив 12 Do 17 и два Bf 109, при этом пилот Zumbach, пилот Feric, сержант Шапошников и сержант Войтович одержали двойные победы. Пилот Дашевский был подбит и тяжело ранен, а пилот Писарек был вынужден выпрыгнуть с парашютом. Его «Харрикейн» упал в саду дома в Лоутоне, в результате чего погибла семья из трех человек.
11 сентября 1940 года в 16:00 эскадрилья атаковала строй бомбардировщиков к югу от Лондона. Пилот Цебжиньский (Cebrzyński) был смертельно ранен огнем бортстрелка, а сержант Войтович сбил два Мессершмитта Bf 110, прежде чем был сбит и погиб. Всего было сбито два Bf 110, один Bf 109, три Do 17 и четыре He 111.
15 сентября 1940 года эскадрилья приняла активное участие в массовых воздушных боях над Лондоном: девять «Харрикейнов» под командованием лейтенанта Кента перехватили немецкий налет в середине утра. Было заявлено о девяти уничтоженных самолетах: шесть Bf 109, один Bf 110 и два Do 17. Во второй половине дня группа под командованием старшего лейтенанта Келлета одержала четыре победы, а группа из пяти самолетов под командованием пилота-офицера Урбановича сбила два Do 17. При этом были сбиты два польских пилота (сержант Бжезовский убит, Сержант Андрушков спасся, а пилот Локуцевский был ранен в ногу и благополучно вернулся на базу). Всего в этот день 303-я эскадрилья одержала 15 побе.
26 сентября во второй половине дня эскадрилья была отправлена на перехват крупного налета на Хэмпшир, при этом поляки заявили о 13 победах при трех поврежденных «Харрикейнах» (фактические потери Люфтваффе составили девять единиц). 27 сентября последовали интенсивные бои, в которых 11 «Харрикейнов» атаковали группу из 30 бомбардировщиков из KG 77 с массивным прикрытием. Эскадрилья одержала 15 побед: шесть Bf 109, два Bf 110, четыре He 111 (вероятно, Ju 88) и три Ju 88. В этом бою погибли пилот-офицер Пашкевич и сержант Андрушков. Пилот-офицер Жак был ранен и спасся с парашютом над Хоршамом; всего было потеряно четыре Харрикейна. Во второй половине дня в исправном состоянии находились всего шесть самолетов, которые и были подняты на перехват 15-и Ju 88. Были сбиты два бомбардировщика, также был заявлен Bf 109. В этот день Урбанович заявил о четырех победах, сержант Карубин заявил о сбитом Bf 109.
5 октября 1940 года польские пилоты сбили пять Bf 110 и четыре Bf 109, при этом погиб пилот Войцех Янушевич В бою над устьем Темзы 7 октября были изаявлены три Bf 109 Lиз G 2. 8 октября погиб в авиакатастрофе чешский ас Йозеф Франтишек. Он был самым результативным пилотом 303-й эскадрильи и четвертым по результативности асом в битве за Британию с 17 заявками. 11 октября 1940 года эскадрилья была переведена на отдых в Леконфилд, завершив свое участие в битве за Британию.
303-я эскадрилья заявила о наибольшем количестве сбитых самолетов из 66 истребительных эскадрилий союзников, участвовавших в битве за Британию, несмотря на то, что она начала активные действия только через два месяца после начала битвы.
Этот успех главным образом объясняется годами тщательной предвоенной подготовки, которую многие из польских ветеранов получили на родине. Тактика и мастерство также сыграли свою роль; Однажды сержант № 303 Станислав Карубин применил крайнюю тактику, чтобы сбить немецкий истребитель. После продолжительного воздушного боя Карубин преследовал немецкий истребитель на уровне верхушек деревьев. Подойдя к хвосту немецкого истребителя, Карубин понял, что у его «Харрикейна» закончились боеприпасы. Вместо того чтобы повернуть обратно на базу, он сократил дистанцию и поднялся прямо над немецким истребителем. Немецкий пилот был настолько потрясен, увидев нижнюю часть «Харрикейна» на расстоянии вытянутой руки от своей кабины, что инстинктивно снизил высоту, чтобы избежать столкновения, и врезался в землю.
Шесть недель до 11 октября 1940 года пилоты эскадрильи сбили 126  самолетов противника. Потери эскадрильи были относительно невелики: потеряно 18 «Харрикейнов», семеро пилотов погибли или убиты и пятеро тяжело ранены. По данным Ежи Цинка и других польских историков, фактическое количество побед 303-й эскадрильи составляло около 55-60.. По словам польского историка Яцека Куцнера, подтвержденное количество убийств 303-й эскадрильи составляет около 58,8 единиц, что по-прежнему ставит ее выше всех других эскадрилий по количеству подтвержденных побед. При этом около 40 самолетов противника были сбиты за первые семь дней боев.

## Статистика
|               | 1940 год | 1941 год | 1942 год | 1943 год | 1944 год | 1945 год | Общий  |
| ------------- | -------- | -------- | -------- | -------- | -------- | -------- | ------ |
| Боевые вылеты | 1049     | 2143     | 1348     | 2075     | 2653     | 632      | 9900   |
| Часы полета   | 1086     | 2743     | 1967     | 3693     | 5,259    | 1118     | 15 866 |

|            | Счет |
| ---------- | ---- |
| уничтожено | 126  |
| вероятно   | 13   |
| повреждено | 9    |

(4,7% всех самолетов противника, сбитых в ходе битвы за Британию)
|            | Счет |
| ---------- | ---- |
| уничтожено | 297  |
| вероятно   | 35   |
| повреждено | 25   |

(кроме того, 303 самолета  противника было уничтожено на земле)

## Скандал с парадом
8 июня 1946 года в Лондоне состоялся военный парад и другие торжества, посвященные победе над нацистской Германией. В параде приняли участие большинство союзников Британии. На парад были приглашены 25 летчиков польских истребительных эскадрилий RAF, которые принимали участие в битве за Британию . Это приглашение было отклонено в знак протеста против игнорирования других подразделений польских войск, воевавших на стороне Британии.

## В культуре
Эскадрилья стала предметом книги 1942 года "303-я эскадрилья ", написанной польским писателем Аркадием Фидлером, которая считается самой популярной среди многочисленных произведений этого писателя и была продана тиражом более 1,5 миллионов экземпляров.
В 2010 году участие эскадрильи в битве за Британию было показано в документальном фильме "The Polish Battle of Britain ", снятом компанией Hardy Pictures для сериала Channel 4 "Bloody Foreigners ". Channel Four также выпустил игру под названием Battle of Britain: 303 Squadron.
303-я эскадрилья была также показана в фильмах 2018 года «Крылья урагана» и «303-я эскадрилья» .
Эскадрилья упоминается песне рок-группы Sabaton «Aces in Exile».

## Участники
- Евгениуш Шапошников